# Stanisława Łopuszańska
Stanisława Łopuszańska-Ławska (ur. 20 kwietnia 1921 w Warszawie, zm. 19 maja 2016 w Katowicach) –
polska aktorka teatralna i filmowa.

## Życiorys
Była absolwentką Państwowego Instytutu Sztuki Teatralnej w Warszawie. Aktorka zadebiutowała na scenie w 1945 Modlitwą z Kwiatów polskich Juliana Tuwima w Teatrze Miejskim w Częstochowie. W kilkudziesięcioletniej pracy aktorskiej wcieliła się m.in. w role: Hesi w Moralności pani Dulskiej Gabrieli Zapolskiej (Teatr Polski, Bielsko-Cieszyn, reż. Stanisław Dębicz, 1947), Balladyny w Balladynie Juliusza Słowackiego (Teatr Ziemi Opolskiej, reż. Mieczysław Górkiewicz, 1955), Elwiry w Cydzie Stanisława Wyspiańskiego (Teatr Śląski, reż. Mieczysław Górkiewicz, 1968), Doroty w Poskromieniu złośnicy Williama Shakespeare’a (Teatr Śląski, reż. Piotr Paradowski, 1971), Macaj Obracaj w Producentach Mela Brooksa (Teatr Rozrywki, reż. Michał Znaniecki, 2009).
Na szklanym ekranie zadebiutowała w pierwszej części cyklu filmowego „Zdaniem obrony”, który premierę miał w 1986. W 2005 wystąpiła w nagradzanym Diable w reżyserii Tomasza Szafrańskiego i Jarosława Banaszka. W latach 2006–2007 wcieliła się w rolę Pani Gieni w serialu Kopciuszek, zaś w 2008 wystąpiła w kilkunastu odcinkach serialu Plebania, gdzie zagrała Helenę. W tym samym roku zagrała Gertrudę Zellerstein w horrorze Grzegorza Kuczeriszki pt. Pora mroku. W 2011 wystąpiła w wyświetlanym podczas 36. Festiwalu Polskich Filmów Fabularnych w Gdyni Krecie Rafaela Lewandowskiego. Występowała również w inscenizacjach przestępstw w Magazynie Kryminalnym 997. Pracę zawodową zakończyła w 2014 roku. W 2015 roku aktorka świętowała 70-lecie pracy scenicznej. Jej mężem był śląski aktor Eugeniusz Ławski (1905-1993).
Zmarła 19 maja 2016 roku w wieku 95 lat. Została pochowana z mężem na Cmentarzu przy ul. Panewickiej w Katowicach.

## Nagrody i odznaczenia
- 1991 − Nagroda dyrektora Wydziału Kultury i Sztuki Urzędu Wojewódzkiego w Katowicach za osiągnięcia w upowszechnianiu kultury
- 1991 − Krzyż Kawalerski Orderu Odrodzenia Polski
- 1998 − Śląska „Złota Maska” za rolę Eugenii w „Tangu” Sławomira Mrożka na scenie Teatru Zagłębia w Sosnowcu
- 2004 − Śląska „Złota Maska” za rolę Alice we Wszystkich dniach, wszystkich nocach Margarety Garpe w katowickim Teatrze Bez Sceny
- 2007 – Srebrny Medal „Zasłużony Kulturze Gloria Artis”[7]

## Filmografia
| Rok  | Tytuł                           | Rola | Uwagi                                               |
| ---- | ------------------------------- | --- | --------------------------------------------------- |
| 1963 | Krata                           | | spektakl telewizyjny, reżyseria: Andrzej Szafiański |
| 1983 | Wyjście                         | kobieta w domu                                                                                                 | etiuda, reżyseria: Maciej Dejczer                   |
| 1984 | Zdaniem obrony. Sprawa osobista | | film obyczajowy, reżyseria: Leszek Staroń           |
| 1986 | Opowieści lasku wiedeńskiego    | szanowna pani                                                                                                  | spektakl telewizyjny, reżyseria: Odon von Horvath   |
| 2000 | Święta wojna                    | ciotka (odcinek: 38)                                                                                           | serial komediowy, reżyseria: Marek Bielecki         |
| 2000 | 13 posterunek 2                 | matka Arniego (odcinek: 24)                                                                                    | sitcom, reżyseria: Maciej Ślesicki                  |
| 2004 | 3 Love                          | właścicielka pensjonatu                                                                                        | etiuda, reżyseria: Agnieszka Smoczyńska             |
| 2005 | Diabeł                          | matka Franciszka                                                                                               | horror, reżyseria: Tomasz Szafrański                |
| 2007 | Kopciuszek                      | pani Gienia | serial obyczajowy, reżyseria: Radosław Piwowarski   |
| 2008 | Pora mroku                      | Gertruda Zellerstein                                                                                           | horror, reżyseria: Grzegorz Kuczeriszka             |
| 2008 | Plebania                        | Helena (odcinki: 1177, 1178, 1179, 1180, 1181, 1182, 1183, 1186, 1187, 1190, 1195, 1196/1197, 1198/1199, 1203) | serial obyczajowy, reżyseria: różni                 |
| 2009 | Babcia wyjeżdża                 | babcia | etiuda, reżyseria: Tomasz Jurkiewicz                |
| 2010 | Kret                            | matka Zygmunta                                                                                                 | film sensacyjny, reżyseria: Rafael Lewandowski      |
| 2011 | Pokaż, kotku, co masz w środku  | Pajszczykowa                                                                                                   | film komediowy, reżyseria: Sławomir Kryński         |
| 2012 | 5 razy Albertyna                | siedemdziesięcioletnia Albertyna                                                                               | spektakl telewizyjny, reżyseria: Gabriel Gietzky    |
| 2014 | Miasto 44                       | staruszka | film wojenny, reżyseria: Jan Komasa                 |